# Martin Campbell
Martin Campbell (ur. 24 października 1943 w Hastings, Nowa Zelandia) – nowozelandzki reżyser filmowy i telewizyjny.

## Życiorys
W 1995 roku w filmie GoldenEye wprowadził Pierce’a Brosnana w rolę Jamesa Bonda. W 2006 Campbell wyreżyserował swój drugi film o agencie 007 - Casino Royale z Danielem Craigiem. Zrealizował także dwa filmy o przygodach Zorro: Maskę Zorro (1998) i Legendę Zorro (2005), oba z Antonio Banderasem i Catherine Zeta-Jones.
W 2011 roku do kin trafił wyreżyserowany przez niego film o superbohaterze z uniwersum DC Comics; Green Lantern.
Najbardziej znanym telewizyjnym osiągnięciem Campbella jest serial telewizyjny Na krawędzi mroku, który stworzył w 1985 roku dla telewizji BBC.